# 碳審計
碳審計全稱為二氧化碳審計。建築物的使用者及管理人員，可以透過碳審計，計算其建築物的溫室氣體排放量，從而發掘改善空間，組織進一步的減排工作。
香港特區政府於2008年7月24日推出首部為建築物進行碳審計的指引，以協助建築物用戶及管理人員，提升對溫室氣體排放的認知、量度其溫室氣體排放表現，以及積極參與減排運動。該指引由環境保護署及機電工程署制定，並參考了國際相關的普遍做法。